# Estado Islámico de Bengala
El Estado Islámico de Bengala, denominado oficialmente Estado Islámico - Provincia de Bengala (IS-BP por sus siglas en inglés de Islamic State – Bengal Province), es una división administrativa del grupo terrorista Estado Islámico. El grupo fue anunciado por ISIS como provincia oficial en 2016. Se cree que el primer emir de Wilayat al-Bengal, Abu Ibrahim al-Hanif, (nacido como Sajit Chandra Debnath, 1982) un economista japonés de Bangladés que fue a Siria en 2015 y se unió a IS. Un hindú convertido al Islam, supuestamente lideró el ataque de Dhaka en 2016 . Fue detenido en Irak en 2019 y Abu Muhammed al-Bengali fue anunciado como el nuevo emir de la provincia.
Neo-Jamaat-ul-Mujahideen Bangladesh, una rama de Jamaat-ul-Mujahideen Bangladesh, opera efectivamente como la rama principal de IS en Bangladés.
Ha sido designada como Organización Terrorista Extranjera bajo el SDN por la Oficina de Control de Activos Extranjeros del Departamento del Tesoro de los Estados Unidos, con direcciones en Dhaka, Rangpur, Sylhet y Jhenaidah.

## Trasfondo

### ISIS en el sur de Asia
La actividad de ISIS se originó en Irak y se ha extendido desde el Medio Oriente a los países africanos de Egipto, Malí y Somalia ; Países del sur de Asia como Bangladés, Pakistán e India, y países del sudeste asiático como Indonesia y Filipinas . El grupo tiene como objetivo retomar el Gran Khorasan, una región histórica que cubre Afganistán y parte de Asia Central . La rama de Khorasan de ISIL tiene su sede en el sur de Asia.
La organización terrorista ha utilizado el malestar social, la disolución de las barreras del idioma y el apoyo clandestino local para reclutar militantes del sur de Asia para la yihad global. El flujo de refugiados musulmanes rohingya de Myanmar ha sido objeto de reclutamiento por parte de ISIL cuando los refugiados ingresan a Bangladés. Algunos de estos refugiados también son objetivo y reciben apoyo de Bangladesh Jamaat-e-Islami (BJeI), el partido político islamista más grande del país.
En 2002, el grupo extremista de Bangladés Jamatul Mujahideen Bangladesh (JMB) formó un comité en la ciudad de Malda, India. JMB es el grupo extremista más activo de Bangladés y vinculado a ISIS. El grupo explotó las fronteras permeables entre India y Bangladés para transportar explosivos, y se cree que es responsable del bombardeo de Bardham cerca de la frontera entre India y Bangladés en 2014. JMB, fue financiado y militarizado por los talibanes en la región AfPak antes de recibir el apoyo de ISIS, tiene como objetivo a las minorías en Bangladés.
Se han producido ataques inspirados por ISIL en el sur de Asia, incluidos Quetta, Pakistán, Kabul, Afganistán y Dhaka, Bangladés . Los jóvenes de estos países han viajado cada vez más desde el sur de Asia a Siria e Irak. ISIL influye, recluta, crea estrategias y organiza con las redes sociales. Las fuerzas indias han identificado células indias de ISIL en Madhya Pradesh, Kalyan, Kerala, Hyderabad y Uttar y Madhya Pradesh . ISIL está más presente en la India a través de las redes sociales en línea . El grupo también ha intentado infiltrarse en el inestable territorio de unión de Jammu y Cachemira, una región disputada por India y Pakistán por motivos religiosos y territoriales.

### Islamismo en Bangladés, 1971-2015
Bangladés es una democracia secular con una población mayoritariamente musulmana y un nivel de vida medio bajo. Desde su independencia de Pakistán en 1971, extremismo islámico y el impulso por un estado islámico unido en todo el subcontinente ha sido un catalizador para el interés de ISIS en el país.  ISIS ha reivindicado atentados con bombas, tiroteos y apuñalamientos, dirigidos contra extranjeros, seculares y musulmanes chiitas. La mayoría de los ataques en Bangladés son realizados por grupos aliados que luego se atribuyen (o atribuyen) a ISIS, y la cantidad de influencia directa de ISIS no está clara.
En junio de  2014, ISIL se declaró un califato mundial con Abu Bakr al-Baghdadi como su líder. Ese agosto, ISIS distribuyó un video de bengalíes jurando lealtad al grupo en bengalí. Bangladés no fue incluido en el plan quinquenal del grupo publicado ese año, a pesar de ser un país de mayoría musulmana. Desde 2015, el gobierno de Bangladés ha adoptado una política abierta de tolerancia cero con el terrorismo y extremismo islámico. ISIL ha admitido apuntar (y atacar) a bangladesíes seculares, musulmanes chiitas, extranjeros, blogueros y otras personas que se oponen a su objetivo.  El grupo tiene una presencia en línea considerable en Bangladés a través de las redes sociales y una influencia física creciente (a pesar de la negación del gobierno).
Las organizaciones islámistas nacionales son cada vez más activas con el apoyo de organizaciones transnacionales como ISIS tanto físicamente como en línea en línea a través de redes sociales. Desde 2013, más de 40 secularistas vocales han sido asesinados por estos grupos locales. Según JMB e ISIL, los miembros de JMB estaban actuando en nombre de ISIL en Bangladés. El grupo recluta en áreas ricas de Dhaka y en lugares donde los jóvenes se reúnen para estudiar y entrenar. El gobierno de Bangladés llama al grupo "neo-JMB".

## Cronología

### 2015
Mayo: Un ataque mortal fue llevado a cabo por el grupo extremista afiliado a ISIL Jundullah en el que 46 musulmanes chiitas fueron atacados por sus opiniones religiosas opuestas..
- Septiembre 28: El ciudadano italiano Tavella Cesare fue asesinado mientras trotaba en Dhaka. Los sospechosos de Bangladés dijeron a la policía que fueron contratados por una entidad a la que llamaron "Gran Hermano" para matar a un extranjero. Aunque ninguno de los arrestados hizo ninguna referencia abierta a ISIL, el ataque fue reivindicado por el grupo terrorista.[7][14]
- Octubre 3 El ciudadano japonés Kunio Hoshi fue asesinado a tiros en la villa de Mahigonj, División de Rajshahi. Aunque la policía culpó a JMB por el ataque, ISIL se atribuyó la responsabilidad en su publicación en línea..[7][14] Dos días después, terroristas apuñalaron al pastor Luke Sarker, un pastor bautista de Pabna, distrito de Pabna District, División de Rajshahi. Sarker sobrevivió al atentado.[20][21] En octubre, cinco militantes fueron arrestados por las fuerzas de seguridad por su participación en el atentado.[22]
- Octubre 24: Afiliados a ISIS affiliates clamaron un ataque con explosivos en Huseini Dalan, un lugar de adoración en Dhaka, donde los atacantes atacaron una reunión chiita. Dos personas murieron y unas 100 resultaron heridas.[23][24]
- Noviembre: En una entrevista al "Renacimiento de la jihad en Bengala", fue publicada en la revista del Estado Ilslámico Dabiq.[25]
- Noviembre 4:  ISIS  clamó responsabilidad por un ataque a un puesto policial en el que un policía murió.[23][26]
- Noviembre 8:  Terroristas abrieron fuego a Ruhul Amin in Rangpur, Rangpur Division, Bangladés. El ataque dejó un herido.[27]
- Noviembre 10:  Militantes del Estado Islámico mató a Rahmat Ali con un cuchillo, cuidadora de un santuario musulmán, el apuñalamiento tuvo lugar en Kaunia,  División de Rangpur. En marzo el 2018, 7 militantes fueron condenadas a muerte por el asesinato de Rahmat Ali.[28]
- Noviembre 18:  Terroristas del EI abren fuego contra el sacerdote católico italiano Piero Parolari, resultando gravemente herido por el ataque.[29][30]
- Noviembre 25:  El grupo se atribuyó la responsabilidad de un ataque suicida en una mezquita Ahmadiyya. Además del atacante muerto, alrededor de una docena de personas resultaron heridas.[23] Al día siguiente, militantes atacan una mezquita chiita en[31]
- Diciembre 5:  Tres artefactos explosivos estallan en el templo hindú de Kantaji cerca de Dinajpur, división de Dinajpur, Bangladés. Al menos 10 personas resultaron heridas en el ataque.[32]
- Diciembre 18:  El terrorista IS arrojó varios artefactos explosivos en una mezquita durante los servicios de oración en la base naval de Chittagong en Chittagong, División de Chittagong. El ataque dejó ocho empleados de la marina.[33][34]
- Diciembre 25:  Una explosión de un atacante suicida en la Mezquita Ahmadi, Bagmara Upazila, el ataque dejó al atacante muerto y tres civiles heridos.[35][36]

### 2016
Durante los primeros seis meses de 2016, ISIL llevó a cabo once ataques en todo Bangladés. Lanzaron ataques por motivos religiosos contra hindúes en Bonpara, Dhaka, Jhenaidah y Rangpur, cristianos en Bonpara, Rangpur y distrito de Kushtia, y atacaron un líder budista en Jhenaidah.
- 8 de enero: Militantes del Estado Islámico clamó la muerte de Samir al-Din, un cristiano recién convertido, en Jhenaidah, Kulna. Los atacantes justificaron justificaron el asesinato por la conversión del asesinato de un cristiano recién convertido.[38]
- 21 de febrero: Milicianos armados atacaron con explosivos, armas de fuego y machetes un complejo religioso en Debiganj, distrito de Panchagarh. El ataque dejó a Jogeswar Roy (un monje hindú) murió y otros dos feligreses fueron heridos, ISIS y Jamaat-ul-Mujahideen Bangladesh clamaron por separado el atentado.[39][40][41]
- 14 de marzo:  Hafiz Abdul Razak, un clérigo chií, apuñalaron hasta la muerte a Khulna, distrito de Jhenaidah e ISIS clamó responsabilidad del ataque.[42]
- 22 de marzo:  Militantes atacaron a un cristiano recién convertido en Kurigram, Rangpur, los asaltantes detonaron varios explosivos cuando huyeron de la escena.[43]
- 23 de abril: El profesor universitario Rezaul Karim Siddique fue asesinado a machetazos en Rajshahi. Aunque ISIL se atribuyó la responsabilidad del ataque, los funcionarios creían que podría haber sido un delito de imitación en lugar de uno cometido por el grupo.[13]
- 25 de abril: Dos hombres fueron asesinados a machetazos por militantes en un ataque reivindicado por ISIL. Uno, Xulhaz Mannan, era un activista por los derechos de los homosexuales en Bangladés. Editor de la única revista LGBT del país, vivía en la embajada estadounidense en Dhaka.[44]
- 30 de abril: ISIS clama el asesinato de Nikhil Chandra Joardar, un sastre hindú. El asesinato tuvo lugar en Tangail, Distrito de Dhaka.[45]
- 25 de mayo: Se atribuye al grupo el asesinato de un empresario hindú.[13]
- 7 de junio: Un monje hindú fue asesinado por militantes en el oeste de Bangladés en un ataque reivindicado por ISIL,[13] y un anciano cristiano tendero fue asesinado a machetazos en Bonpara.[46]
- 1 de julio: El último viernes del Ramadán, cinco jóvenes miembros de JMB asaltaron la Holey Artisan Bakery en el barrio Gulshan Thana de Dhaka. Sus ocupantes fueron tomados como rehenes y los atacantes se dirigieron a extranjeros o musulmanes que no se consideraban suficientemente devotos. Veintidós personas murieron (18 de las cuales eran extranjeros) y otras 50 resultaron heridas.[47][37][48] Fue el ataque extremista más grande en Bangladés desde 1996.[49] Los atacantes discriminaron entre extranjeros y ciudadanos de Bangladés, y (de los bangladesíes) entre fundamentalistas y musulmanes moderados. Aquellos que pudieron citar el Corán fueron perdonados y tratados bien, y aquellos que no pudieron fueron ejecutados.[50] El ataque se transmitió en vivo a cuentas de redes sociales afiliadas a ISIL con el wifi de la panadería.[51] Se exhibieron fotografías de los atacantes frente a las banderas de ISIS.[49] El primer ministro de Bangladés negó la participación de ISIL y atribuyó el ataque a la militancia interna. Fue el peor ataque en más de una década, cuando JMB colocó bombas sincronizadas en todo Bangladés que mataron a dos docenas de personas.[52]
- 7 de julio: Un ataque suicida cerca de Eidgah en Sholakia mató a cuatro miembros de una gran congregación de Eid al-Fitr.[53] Fue provocado por ISIL y la creencia de sus seguidores de que cualquier forma de Islam aparte del el salafismo es demasiado moderado y justifica la yihad.[50]

## Respuesta bangladeshi
A pesar de muchos ataques atribuidos a ISIL por la policía y reivindicados por la organización, el gobierno niega su presencia en Bangladés. y ha tardado en reaccionar ante las amenazas internas. Una de las razones de la negación es la posición de Bangladés como hogar de la segunda industria textil más grande del mundo (después de China). Los ataques terroristas y la presencia de ISIL confirmada por el gobierno podrían dañar la confianza extranjera en el país, afectando los viajes y el comercio.
El líder del JMB fue ejecutado en 2007 por asesinato. El grupo ha sido anunciado como una rama de ISIL en Bangladés, a pesar de que el gobierno niega la presencia de ISIL en el país.. La Oficina de Control de Activos Extranjeros de los Estados Unidos y el Departamento de Estado han identificado un "ISIS-Bangladesh", citando el asesinato de Tavella Cesare en 2015 y el ataque de Dhaka en julio de 2016 como evidencia de la presencia de ISIL en Bangladés.
El gobierno de Bangladés está reclutando organizaciones internacionales y líderes comunitarios locales para ayudar a cambiar la aceptación local de las acciones extremistas islámicas en el país. El primer ministro Sheikh Hasina ha pedido a otros países con actividad ISIL en las comunidades de la diáspora, como el Reino Unido, tomar medidas preventivas contra las personas que están radicalizando comunidades y trasplantando ideología (y militancia) a Bangladés; la comunidad de la diáspora en Inglaterra tiene vínculos comprobados con ISIL y JMB.
Para reforzar la fuerza gubernamental en Bangladés, el país ha cooperado con los Estados Unidos para fortalecer sus fronteras contra la migración militante bidireccional. La Guardia Costera de Bangladés, la Guerra Especial y Salvamento de Buceo de la Marina y la 1er Batallón Para-Comando del ejército fueron entrenados por el Comando de Operaciones Especiales de los Estados Unidos en 2015.
El gobierno de Bangladés se ha comprometido con el movimiento antiterrorista, participando en los protocolos antiterroristas de la Asociación de Asia Meridional para la Cooperación Regional y adoptando la postura y las medidas promovidas por la Estrategia Global de la ONU contra el Terrorismo (A/RES/60/288).